# らぶ丸
らぶ丸（らぶまる）は、岐阜県出身の落語家。

## 芸歴
2021年　らぶ平に入門。 2021年6月　初高座。演目は寿限無。